# Konståret 1993

## Händelser

### November
- 8 november - En kupp utförs mot Moderna museet, varvid tavlor av Pablo Picasso och Braque till ett värde av 500 miljoner SEK stjäls, efter att tjuvarna gjort hål i taket.[1]

### Okänt datum
- Den danska konstnärsgruppen Superflex bildas.
- Ahlbäckpriset instiftas.
- Lunds konst- och designskola grundades.
- Rackstadmuseet invigs i Arvika.

## Priser och utmärkelser
- Prins Eugen-medaljen tilldelas Olle Bonniér, målare, Lars Englund, skulptör, Åke Axelsson, möbeldesigner, Jens Johannesen, norsk konstnär, och Kristján Gudmundsson, isländsk konstnär.
- Rachel Whiteread tilldelades Turnerpriset.

## Verk
- Elisabeth Frink – Återuppstånden Kristus
- Niki de Saint Phalle avslutar arbetet med sin skulpturpark Giardino dei Tarocchi.

## Utställningar

### September
- 4 september - Utställningen Overground - Världsutställningen 1993 öppnar på Göteborgs konsthall. De deltagande konstnärerna är: Annika von Hausswolff, Erik Pauser, Ideeservice; Stefan Karlsson, Guds söner; Leif Elggren och Kent Tankred, Henrik Håkansson, Lotta Antonsson, Mats Olsson, The Hafler Trio, Cecilia Parsberg, Phauss, Ola Åstrand, Andrew McKenzie och Carl Michael von Hausswolff. Utställningen pågår fram till den 17 oktober.

## Födda
- 1 september – T Mercy, amerikansk målare.
- okänt datum – Luke Perry, brittisk skulptör.

## Avlidna
- 30 januari – Svetoslav Roerich (född 1904), rysk-indisk målare.
- 22 februari – Eva Billow (född 1902), svensk konstnär, illustratör, författare och serieskapare.
- 26 mars – Erik G Hallström (född 1905), svensk konstnär.
- 27 mars – Erik Prytz (född 1914), svensk konstnär.
- 31 juli – Mary-Ann Tollin-Verde (född 1903), svensk bildkonstnär och keramiker.
- 7 augusti – Jørgen Clevin (född 1920), dansk illustratör, barnboksförfattare och barnprogramledare.
- 11 september – Friedl Holzer-Kjellberg (född 1905), finländsk keramiker.
- 25 september – Else Christie Kielland (född 1903), norsk målare, textilkonstnär och konstteoretiker.
- 27 september – Anna Tornbacka (född 1908), svensk konstnär.

### Fotnoter
1. ↑  100 år med Aftonbladet, 1999